# 臺港經濟文化合作策進會
臺港經濟文化合作策進會（簡稱策進會）是中華民國為提升台灣與香港的互動與交流於2010年成立的公設財團法人。與香港成立的港台經濟文化合作協進會互為對口機構，做為促進臺港間經貿及文化的交流，進而加強提升官方間互動的平台。

## 組織架構
策進會設董事會推動及管理會務，為該會之決策機構。董事除政府代表外，亦涵蓋國內主要工商團體之負責人，以及航運、旅遊業，學術及文化創意產業等業界具代表性人士。
- 經濟合作委員會：負責處理香港協進會的港台商貿合作委員會
- 文化合作委員會：負責處理香港協進會的港台文化合作委員會
- 臺港服務交流辦公室：陸委會委託辦理

## 工作
- 協助臺港政府協商事項
- 協助提升臺港政府交流合作及官員互訪
- 促進臺港民間經貿及文化交流

## 歷任董事長
| 任別 | 姓名   | 就職時間      | 卸任時間      |
| ---- | ------ | ------------- | ------------- |
| 1    | 林振國 | 2010年4月16日 | 2013年4月15日 |
| 2    | 劉德勳 | 2013年4月16日 | 2014年7月31日 |
| 3    | 林祖嘉 | 2014年8月1日  | 2016年1月31日 |
| 代理 | 嚴重光 | 2016年2月1日  | 2016年7月11日 |
| 4    | 路平   | 2016年7月12日 | 2019年4月15日 |
| 5    | 張小月 | 2019年4月16日 | 2020年7月22日 |
| 代理 | 邱垂正 | 2020年7月22日 | 2023年3月14日 |
| 6    | 詹志宏 | 2023年3月15日 | 2024年7月31日 |
| 代理 | 王震緯 | 2024年8月1日  | 2024年12月2日 |
| 7    | 賴秀如 | 2024年12月3日 | 現任          |

## 外部連結
- 財團法人臺港經濟文化合作策進會 （页面存档备份，存于）（繁體中文）